# Punta de les Salines
Punta de les Salines är en udde i Spanien.   Den ligger i regionen Katalonien, i den östra delen av landet, 600 km öster om huvudstaden Madrid.
Terrängen inåt land är huvudsakligen platt, men västerut är den kuperad. Havet är nära Punta de les Salines österut.  Närmaste större samhälle är Torroella de Montgrí, 7,9 km väster om Punta de les Salines. 